# Eupithecia jasioneata
Eupithecia jasioneata är en fjärilsart som beskrevs av Henry Harpur Crewe 1881. Eupithecia jasioneata ingår i släktet Eupithecia och familjen mätare. Inga underarter finns listade i Catalogue of Life.